# Homme assis (appuyé sur une canne)
Homme assis (appuyé sur une canne) est une toile d'Amedeo Modigliani, peinte en 1918. Elle est particulièrement célèbre pour s'être trouvée au centre d'une bataille judiciaire liée à la spoliation de biens juifs durant la Seconde Guerre mondiale.

## Création
Homme assis (appuyé sur une canne) est une huile sur toile peinte par Amedeo Modigliani à la fin de sa vie, en 1918. Le tableau mesure 126,03 × 74,93 cm.
Marc Restellini de l'institut Restellini a indiqué dans un communiqué de presse que le tableau représente le chocolatier Georges Menier (1880-1933). 

## Histoire du tableau
Le tableau est exposé à la biennale de Venise en 1930. Il appartient alors à un galeriste juif de nationalité britannique, Oscar Stettiner.
Au début de la Seconde Guerre mondiale, Stettiner doit quitter Paris et s'installe à La Force, alors en Zone libre. En 1941, le Commissariat général aux questions juives fait disperser les biens de la galerie par un administrateur provisoire.
Le 3 juillet 1944, le tableau est vendu 16 000 francs, une somme dérisoire, à un marchand américain, John Van der Klip. Comme Stettiner a engagé une requête en restitution devant le tribunal de la Seine, Van der Klip est interrogé et reconnaît qu'il a acheté le tableau, mais affirme l'avoir vendu à un officier américain dont il ignore l'identité.
Le tableau réapparaît en 1996, lors d'une vente aux enchères chez Christie's. La société Mondex, spécialisée dans les enquêtes sur les biens spoliés, travaille sur le dossier mais est dans l'impossibilité de prouver que Stettiner possédait bien le tableau en 1941... et la maison de vente propose comme tout historique du tableau aux enchères qu'il a été acheté par un certain Livengood entre 1940 et 1945. Une société panaméenne, International Art Center (IAC), en fait l'acquisition pour 3,2 millions de dollars. 
Philippe Maestracci, petit-fils de Stettiner et exploitant agricole en Dordogne, engage pourtant une action devant la justice américaine pour obtenir restitution du tableau. Selon lui, le vrai acheteur du tableau en 1996 est David Nahmad, marchand d'art monégasque. Celui-ci nie, affirmant devant la cour suprême de l'État de New York: « Personne d’autre dans le monde, y compris la galerie Nahmad, Helly Nahmad ou David Nahmad ne possède la toile ». La justice ne s'est donc jamais intéressé au fond car se posait auparavant la question de la propriété du tableau.
La société suisse Rodolphe Haller avait indiqué à la justice américaine qu'elle le stockait pour le compte d'IAC aux ports francs de Genève (une zone libre de droits de douane et de TVA) pour le compte de la société IAC. Le tableau serait d'ailleurs sorti  quatre ou cinq fois des Ports francs pour être montré lors d'expositions publiques.
L'essentiel de la collection Nahmad, qui comprend plus de 4000 tableaux dont 300 Picasso, est également stocké aux ports francs de Genève. 
En avril 2016, la parution des Panama Papers permettent de prouver que International Art Center est une coquille vide avec comme unique propriétaire David Nahmad, ce qui pourrait ouvrir la voie à la restitution.  
Aujourd'hui, L'homme assis appuyé sur une canne est estimé à 25 millions de dollars (22 millions d'euros).